# مطار روستوف على نهر الدون
مطار روستوف نا دونو (بالروسية: Аэропорт Ростов-на-Дону) (إياتا: ROV، إيكاو: URRR) هو مطار دولي يقع على بعد 9 كم (6 ميل) شرق مدينة روستوف-نا-دونو، في جنوب روسيا. بحلول عام 2011، تعامل المطارمع 1,716,200 راكباً (بزيادة بلغت نسبتها 19.1% بالمقارنة مع عام 2010).

## الحوادث
في يوم 19 مارس 2016، تحطمت طائرة من طراز بوينغ 737-800 تابعة لشركة فلاي دبي في رحلتها رقم 981، وذلك في حوالي الساعة 04:00 بالتوقيت المحلي. وقد تم ربط الحادث لهبوب رياح تصل سرعتها إلى 30 م/ث وانخفاض مستوى الرؤية، الذي كان بحدود في 4.6 كم قبل تحطم الطائرة.

## وصلات خارجية
- الموقع الرسمي لمطار روستوف نا دونو (بالروسية)
- حالة الطقس في مطار روستوف على نهر الدون.